# 特默謝烏鄉
47°13′N 21°56′E / 47.217°N 21.933°E
特默謝烏鄉（羅馬尼亞語：Comuna Tămășeu, Bihor），是羅馬尼亞的鄉份，位於該國西北部，由比霍爾縣負責管轄，面積51平方公里，海拔高度102米，2007年人口1,946，人口密度每平方公里38人。